# Chelsea Headhunters
The Chelsea Headhunters — английская футбольная хулиганская фирма из Западного Лондона, поддерживающая футбольный клуб «Челси». На русский язык название группировки переводится как «Охотники за головами». Группировка фигурирует в книге Джона Кинга «Фабрика футбола». В 2004 году на основе книги был снят фильм с одноименным названием.
Их основными соперниками были фанаты лондонских футбольных клубов «Арсенал», «Куинз Парк Рейнджерс», «Тоттенхэм Хотспур», «Миллуолл», «Вест Хэм Юнайтед».
Среди участников фирмы была широко популярна расистская идеология. Имелась связь с Combat 18, Британским национальным фронтом, а также лоялистскими группировками из Северной Ирландии наподобие Ольстерских добровольческих сил и Ассоциации обороны Ольстера.